# 김명연 (1964년)
김명연(金明淵, 1964년 2월 8일~)은 대한민국의 정치인으로, 제19·20대 국회의원을 지냈다. 시흥 출신이다.

## 학력
- 군자국민학교 졸업
- 군자중학교 졸업
- 인천고등학교 졸업
- 건국대학교 축산대학 축산학과 졸업
- 한양대학교 행정·자치대학원 지방자치학과 석사 졸업

## 경력
- 무지개사료 대표
- 군자사회복지관 운영위원
- 대한결핵협회 결핵퇴치운동본부 협력위원
- 한나라당 경기도당 안산시 단원구 갑 당원협의회 운영위원
- 한나라당 경기도당 안산시 단원구 갑 당원협의회 원곡본동 협의회장
- 안산시 단원구 여성축구단 단장
- 안산시 축구연합회 부회장
- 새뿔마을 재개발 추진위원장
- 새뿔 자율방범대 운영위원장
- 능길초등학교 운영위원장
- 군자초등학교 총동문회 사업국장
- 신길중학교 운영위원장
- 관산중학교 운영위원장
- 범죄예방 지도사
- 안산타임스 전문위원
- 법무부 범죄예방위원회 문화 이사
- 관산중학교 학교폭력예방위원회 자문위원
- 명예환경 통신원
- 원곡본동 바르게살기위원회 위원장
- 원곡본동 체육회 이사
- 샛별작은도서관 운영위원장
- 안산시 생활체육협의회 자문위원
- 안산시 배드민턴연합회 고문
- 안산시 재항군인회 자문위원
- 사단법인 한국신체장애인복지회 안산시지부 자문위원
- 사단법인 나눔과 기쁨 선부2동 공동대표
- 2006년 5월 31일: 제4회 전국동시지방선거 당선(민선 4기, 경기 안산시 마선거구, 한나라당, 초선)
- 2006년 7월 ~ 2010년 6월: 제5대 경기 안산시의회 의원(민선 4기, 경기 안산시 마선거구, 한나라당, 초선)
- 2012년 4월 11일: 대한민국 제19대 국회의원 선거(경기 안산시 단원구 갑, 새누리당, 초선)
- 2012년 5월 ~ 2016년 5월: 제19대 국회의원 (경기 안산시 단원구 갑, 새누리당, 초선)
- 2012년 5월 ~ 2017년 2월: 새누리당 경기도당 안산시 단원구 갑 당원협의회 위원장
- 2012년 8월 ~ 2013년 6월: 새누리당 원내부대표
- 2012년 7월 ~ 2016년 5월: 제19대 국회 보건복지위원회 위원
- 2012년 8월 ~ 2013년 5월: 제19대 국회 예산결산특별위원회 위원
- 2012년 8월 ~ 2013년 6월: 제19대 국회 운영위원회 위원
- 2013년 10월: 새누리당 경기도당 수석부위원장
- 2013년 11월: 새누리당 직능특별위원회 건강위생관리위원장
- 2013년 11월: FPCB제조협동조합 자문위원
- 2014년: 새누리당 경기도당 서부당협본부장
- 2014년 1월: 새누리당 국민건강특별위원회 위원
- 2014년 2월 ~ 2014년 6월: 새누리당 경기도당 공직후보자추천관리위원회 부위원장
- 2014년 4월 새누리당 경제혁신특별위원회 공적연금개혁분과 위원
- 2014년 6월 ~ 2014년 9월: 제19대 국회 세월호 침몰사고의 진상규명을 위한 국정조사특별위원회 위원
- 2014년 6월: 새누리당 세월호 피해자지원특별위원회 간사
- 2014년 6월 ~ 2016년 5월: 제19대 국회 후반기 여성가족위원회 청원심사소위원회 위원장
- 2014년 8월 ~ 2015년 7월: 새누리당 재능나눔위원장
- 2014년 11월 ~ 2016년 5월: 제19대 국회 국민안전혁신특별위원회 위원
- 2015년 2월 ~ 2015년 7월: 새누리당 원내대변인
- 2016년 4월 13일: 대한민국 제20대 국회의원 선거 당선(경기 안산시 단원구 갑, 새누리당, 재선)
- 2016년 5월 ~ 2020년 5월: 제20대 국회의원 (경기 안산시 단원구 갑, 새누리당→자유한국당→미래통합당, 재선)
- 2016년 6월 ~ 2018년 5월: 제20대 국회 전반기 보건복지위원회 위원
- 2016년 6월 ~ 2018년 5월: 제20대 국회 전반기 여성가족위원회 위원
- 2016년 12월 ~ 2017년 2월: 새누리당 수석대변인
- 2017년 2월 ~ 2017년 7월: 자유한국당 수석대변인
- 2017년 2월 ~ 2018년 2월: 자유한국당 경기도당 안산시 단원구 갑 당원협의회 위원장
- 2017년 7월 ~ 2018년 7월: 자유한국당 전략기획부총장
- 자유한국당 경기도당 조직총괄본부 본부장
- 자유한국당 경기도당 고문
- 2017년 12월 ~ 2018년 2월: 자유한국당 지방선거기획위원회 부위원장
- 2018년 2월 ~ 2018년 5월: 자유한국당 지방선거총괄기획단 지방선거기획본부 본부장
- 2018년 2월 ~ 2018년 5월: 자유한국당 제7회 전국동시지방선거 및 2018년 재보궐선거 국회의원 재보선 공천관리위원회 간사
- 2018년 5월 ~ 2018년 6월: 제7회 전국동시지방선거 자유한국당 남경필 경기도지사 후보 선거대책위원회 수석부위원장
- 2018년 6월 ~ 2018년 7월: 자유한국당 사무총장 (권한대행)
- 2018년 7월 ~ 2020년 5월: 제20대 국회 후반기 보건복지위원회 간사
- 2018년 12월 ~ 2020년 2월 : 자유한국당 경기도당 안산시 단원구 갑 당원협의회 위원장
- 2018년 12월 : 자유한국당 정책조정위원회 제6정조정위원회(복지·여가) 위원장
- 2019년 3월 : 자유한국당 미세먼지특별위원회 위원
- 2019년 8월 ~ 2019년 12월 : 자유한국당 수석대변인
- 2019년 12월 : 자유한국당 황교안 당대표 비서실장
- 2020년 2월 : 미래통합당 우한 폐렴 대책 태스크포스 위원
- 2020년 2월 ~ 2020년 4월 : 미래통합당 황교안 당대표 비서실장
- 2020년 2월 : 미래통합당 소상공인 살리기 경제특별위원회 위원장
- 2020년 2월 ~ 2020년 9월 : 미래통합당 경기도당 안산시 단원구 갑 당원협의회 위원장
- 2020년 9월 ~ 2024년 1월 : 국민의힘 경기도당 안산시 단원구 갑 당원협의회 위원장
- 2021년 7월 : 국민의힘 조직강화특별위원회 위원
- 2021년 7월 ~ 2021년 11월 : 제20대 대통령 선거 국민의힘 윤석열 대통령 경선후보 국민캠프 직능본부 직능총괄본부장
- 2021년 12월 ~ 2022년 1월: 제20대 대통령 선거 국민의힘 윤석열 대통령 후보 선거대책위원회 직능총괄본부 부본부장
- 2021년 12월 ~ 2022년 1월: 제20대 대통령 선거 국민의힘 경기도 살리는 선거대책위원회 선거대책위원장단 공동선거대책위원장
- 2022년 4월: 제8회 전국동시지방선거 유승민 국민의힘 경기도지사 예비후보 선거대책위원회 공동선거대책본부장
- 국민의힘 경기도당 고문
- 2024년 3월~2024년 4월: 제22대 국회의원 선거 국민의힘 경기도당 선거대책위원회 공동선대위원장
- 2024년 5월: 국민의힘 경기도당 안산시 병 당원협의회 위원장
- 2024년 5월~2025년 6월: 대통령비서실 정무수석실 정무1비서관 (국회·정당 업무)

## 논란

### 세비반납 공약 파기 논란
지난 2016년 4월13일 치러진 국회의원 선거에 출마한 김명연 의원등 당시 새누리당 소속 후보자 40명은 국민을 상대로 조건부 세비 반납 약속을 했다.
이들은 갑을개혁, 일자리규제개혁, 청년독립, 4050자유학기제, 마더센터 등 대한민국을 위한 5대 개혁과제를 2017년 5월 31일까지 이행하지 못하면 1년치 세비를 국가에 기부 형태로 반납하겠다고 공언하였으며 .계약서를 작성하고“우리는 ‘대한민국과의 계약’에 서약합니다”라며 “서명일로부터 1년 후인 2017년 5월31일에도 5대 개혁과제가 이행되지 않을 경우, 새누리당 국회의원으로서 1년치 세비를 국가에 기부 형태로 반납할 것임을 엄숙히 서약합니다”라고 썼다. 거기다가 신문에 전면광고를 내고 이 광고를 1년간 보관해달라고 하였다. 이 약속에 이름을 올린 당시 후보는 40명이다. 이들 중 당선자는 27명(강석호, 강효상, 김광림, 김명연, 김무성, 김성태, 김순례, 김정재, 김종석, 박명재, 백승주, 오신환, 원유철, 유의동, 이만희, 이완영, 이우현, 이종명, 이철우, 장석춘, 정유섭, 조훈현, 정준길, 지상욱, 최경환, 최교일, 홍철호)에 달한다.
그러나 국정농단 사태가 벌어지면서 5대과제의 이행은 하나도 되지 않았다. 공약 후 1년이 다되어 세비반납 공약이 논란이 되자 자유한국당 의원들은 이날 보도자료를 통해 "20대 총선에서 당선된 자유한국당 의원은 지난 1년간 5대 개혁과제 법안을 발의함으로써 계약 내용을 이행했다”고 말하였다.
그런데 이중 노동개혁을 위한 고용정책기본법 개정안은 마감 시한인 31일 전날 오전 발의됐되었으며 이들이 앞서 발의한 5개 법안은 이행이 된것이 하나도 없이 모두 해당 상임위에 계류 중인 상태다. 이를 두고 '법안 통과가 되지 않았는데 개혁 과제를 이행했다고 볼 수 있는가', 또 '세비 반납을 피하기 위해 졸속 발의한 것 아닌가' 등의 비판이 일고 있으며 약속했던 세비 반납의 조건이 '과제 이행' 여부였다는 점에서 법안 발의만으로는 약속을 이행했다고 할 수 있는지에 대해서는 논란이 되고 있다.

## 역대 선거 결과
|  | 28.93% |

|  | 19.12% |

|  | 43.37% |

|  | 39.29% |

|  | 41.25% |

|  | 43.09% |

## 소속 정당
| 소속 정당 | 소속 정당  | 소속 기간 | 비고      |
| --------- | ---------- | --------- | --------- |
|           | 한나라당   | 2006~2012 | 정계 입문 |
|           | 새누리당   | 2012~2017 | 당명 변경 |
|           | 자유한국당 | 2017~2020 | 당명 변경 |
|           | 미래통합당 | 2020      | 합당      |
|           | 국민의힘   | 2020~2024 | 당명 변경 |
|           | 무소속     | 2024~2025 | 탈당      |
|           | 국민의힘   | 2025~현재 | 복당      |

## 같이 보기
- 안산시 단원구 갑
- 안산시 단원구의 국회의원